# Herbert Nigsch
Herbert Nigsch (ur. 2 grudnia 1960 w Feldkirch) – austriacki zapaśnik walczący w stylu klasycznym. Dwukrotny olimpijczyk. Dwunasty w Moskwie 1980; odpadł w eliminacjach w Los Angeles 1984. Walczył w kategorii 57 kg. Zajął szóste miejsce na mistrzostwach świata w 1977. Piąty na mistrzostwach Europy w 1977 i siódmy w 1984. Brązowy medalista mistrzostw świata juniorów w 1979 roku.
- Turniej w Moskwie 1980

Uległ Włochowi Antonino Caltabiano i Mongoła Benni Ljungbeckowi.
- Turniej w Los Angeles 1984

Przegrał obie walki, kolejno z Marokańczykiem Ibrahimem Luksajri i Finem Hannu Lahtinenem.